# José María Barceló
José María Barceló Carvallo (Chiloé, 1835 - Santiago de Xile, 25 de gener de 1897) va ser un advocat i polític xilè.
Va ser ministre de la Cort d'Apel·lacions de Santiago (1876) i de la Cort Suprema (1889). Va exercir com a ministre de Justícia de Federico Errázuriz Echaurren entre 1873 i 1876, i senador per Valparaíso entre 1876 i 1882.

## Biografia
Va néixer a Valdivia el 1835, fill de José Ignacio Barceló Salazar, un antic militar que va participar en el procés d'Independència, i Matilde Carvallo Plaza de los Reyes. Va ser cosí del coronel Francisco Barceló.
Va realitzar els seus estudis secundaris a l'Instituto Nacional. Posteriorment va ingressar a la facultat de Dret de la Universitat de Xile.
Es va casar amb Rosa Lira Carrera, neta de José Miguel Carrera amb qui va tenir quatre fills.

## Carrera judicial i acadèmica
Va començar la seva carrera judicial el 23 d'abril de 1862 com a jutge de Lletres de Chiloé. El 18 de febrer de 1871 va assumir el càrrec de jutge del Crim suplent de Valparaíso. El 31 de març de 1872 va tornar a ocupar el mateix càrrec.
En 1876 va ser nomenat jutge de Lletres de Valparaíso. Aquest mateix any va assumir com a ministre interí de la Cort d'Apel·lacions de Santiago. En forma paral·lela va ser nomenat ministre de la Cort d'Apel·lacions de Valparaíso. El 25 de maig de 1878 va assumir la plaça de ministre propietari de la Cort d'Apel·lacions de Santiago.
El 12 d'abril de 1883 va ser nomenat ministre suplent de la Cort Suprema. El 25 de febrer de 1889 obté aquest càrrec en propietat, i el 1893 va ser ser nomenat president d'aquesta Cort.
Va ser professor de la càtedra de Pràctica Forense. Va ser degà de la Facultat de Dret de la Universitat de Xile entre 1888 i 1894.

## Carrera política
Va ser diputat suplent per Ancud, en el període 1861-1864.
El 7 d'agost de 1873 el president Federico Errázuriz Zañartu el va nomenar ministre de Justícia, Culte i Instrucció Pública. Durant la seva gestió es va promulgar el Codi Penal, el 12 de novembre de 1874, i la Llei d'Organització i Atribucions dels Tribunals, en 1875. Entre el 3 i el 5 d'abril de 1875 va assumir el Ministeri de Relacions Exteriors com subrogante.
Posteriorment va ser elegit senador suplent per Valparaíso, en al període 1876-1882. Va ser elegit el 1879 per tres anys, com a subrogant de Santiago Lindsay Font. Va exercir com a senador reemplaçant a la Comissió Permanent de Constitució, Legislació i Justícia i integrant de la Comissió Permanent d'Educació i Beneficència.
En 1897 va ser nomenat conseller d'Estat.